# Dinocoryna akrei
Dinocoryna akrei är en skalbaggsart som beskrevs av Charles Hamilton Seevers 1965. Dinocoryna akrei ingår i släktet Dinocoryna och familjen kortvingar. Inga underarter finns listade i Catalogue of Life.